# 溫純
溫純（1539年—1607年），字希文，号一斋，更号亦斋，陝西三原縣人。明神宗万历时期名臣。嘉靖甲子陝西解元，乙丑進士，萬曆時官至工部尚书、左都御史（掌都察院事）。

## 生平
少時為人凝重，不苟言笑。嘉靖四十三年（1564年）二十六歲時舉陝西鄉試第一，嘉靖四十四年乙丑科（1565年）会试聯捷二百五十一名，廷试三甲五十九名進士，兵部观政，本年六月授山東壽光知縣，颇有政绩。隆庆二年（1568年）九月，选授户科给事中，三年三月升吏科右给事中，五月升户科左，四年三月升兵科都给事中，以敢言著称。因与首辅高拱政见不合，十月出为湖广参政，以告病回乡。高拱罢职，六年（1572年）七月起为河南参政，分守南阳。万历二年（1574年）九月。升任太仆寺少卿，五年（1577年）四月改太常寺少卿，提督四夷馆，十一月升大理寺左少卿，十二月升光禄寺卿。七年（1579年）正月，转太常寺卿。因与首辅张居正意见不合，在七月请求养病告老归家。張居正死後后，經孫繼先舉薦，恢復官職，十一年十二月再次起复为太常寺卿，十二年三月转大理寺卿，六月升兵部右侍郎、兼右佥都御史、巡抚浙江。十五年（1587年）二月，调任户部右侍郎，三月转左侍郎，十七年（1589年）九月以母忧去职。除丧后，二十年四月起为南京吏部尚书，主持癸巳年（1593年）京察。事毕，二十一年（1593年）四月升工部尚书。以父亲老迈，上书乞归家奉养，七月准在籍侍养。万历二十六年（1598年）终丧，五月召为左都御史，掌都察院事，又主持己亥年（1599年）京察。以争请下考选、罢矿税、释逮系诸臣三事，为朝野所瞩目。由因于永清、妖书、楚宗三案及乙巳年（1605年）京察，与首辅沈一贯交恶。不久，三十三年七月被迫致仕。万历三十五年（1607年）闰六月初三在三原家中去世，年六十九，赠少保，谥号“恭毅”。
关于他的事迹，有明萧彦《掖垣人鉴》（万历间刊本）卷一五，明李绍文《皇明世说新语》（万历三十八年刊本）卷一，清徐学《明史列传》（旧抄本）卷七六，清张廷玉等《明史》卷二二〇均有专传。《明史》載溫純：“肅百僚，振風紀，允稱名臣”。

## 著作
温纯晚年兴修三原龙桥。著有《历官谏草》、《学一堂全集》、《杜律一得》、《大婚礼汇笔记》等。今合集為《温恭毅公文集》。

## 温纯墓志铭
陕西三原县出土沈鲤撰《明故光禄大夫柱国太子太保都察院左都御史赠少保谥亦斋温公暨元配赠一品夫人李氏继配赠一品夫人杨氏再继配赠夫人宋氏合葬墓志铭》，长112厘米，宽112厘米，厚17厘米，全文100行，满行100字。该墓志铭较传世的沈鲤《亦玉堂稿》卷一〇《温纯墓志铭》详细。

## 家族
曾祖温勉。祖温淮，累赠資政大夫都察院左都御史。父温朝鳳，累赠資政大夫都察院左都御史。母王氏，累封贈夫人。弟温编，漢中守備。
子温予知、温日知、温自知；孫温樹璧、温樹瓊。

## 延伸阅读
[在维基数据编辑]
 《明史卷二百二十》，出自《明史》